# Pericoma marginalis
Pericoma marginalis és una espècie d'insecte dípter pertanyent a la família dels psicòdids que es troba a Nord-amèrica: des de Minnesota fins al Quebec i Geòrgia, incloent-hi Michigan.